# マリオ・ヒラ
- マリオ・ジラ

マリオ・ヒラ・フエンテス（Mario Gila Fuentes、2000年8月29日 - ）は、スペイン・バルセロナ出身のサッカー選手。セリエA・SSラツィオ所属。ポジションはDF。U-21スペイン代表。

## クラブ経歴
バルセロナに生まれ、カタルーニャ州各地のクラブを転々とした後、2018年にレアル・マドリードのカンテラに加入した。翌年からBチーム登録となり、監督のラウールからチームの副キャプテンに任命された。2022年4月30日、RCDエスパニョールとのリーグ戦にて、後半30分に途中交代でピッチに入り、トップチームデビューを飾った。
2022年7月12日、セリエAのSSラツィオに移籍し、5年契約を交わした。また、レアル・マドリードとラツィオがそれぞれ50%の保有権を持つ共同保有となっている。